# Денис Стојковић
Денис Стојковић (итал. Dennis Stojkovic; Торино, 3. августа 2002) српски је фудбалер који тренутно игра за нишки Раднички.

## Статистика

### Клупска
Ажурирано 8. јуна 2021.
| Клуб     | Сезона   | Лига             | Лига | Лига | Национални куп | Национални куп | Европа | Европа | Остало | Остало | Укупно | Укупно |
| Клуб     | Сезона   | Дивизија         |      | Гол  |                | Гол            |        | Гол    |        | Гол    |        | Гол    |
| -------- | -------- | ---------------- | ---- | ---- | -------------- | -------------- | ------ | ------ | ------ | ------ | ------ | ------ |
| Партизан | 2020/21. | Суперлига Србије | 7    | 0    | 1              | 0              | 2      | 0      | —      | —      | 10     | 0      |

### Утакмице у дресу репрезентације
| Репрезентација Србије у узрасту до 14 година старости | Репрезентација Србије у узрасту до 14 година старости | Репрезентација Србије у узрасту до 14 година старости | Репрезентација Србије у узрасту до 14 година старости | Репрезентација Србије у узрасту до 14 година старости | Репрезентација Србије у узрасту до 14 година старости | Репрезентација Србије у узрасту до 14 година старости | Репрезентација Србије у узрасту до 14 година старости | Репрезентација Србије у узрасту до 14 година старости | Репрезентација Србије у узрасту до 14 година старости |
| #                                                     | Датум                                                 | Такмичење                                             | Локација                                              | Домаћин                                               | Резултат                                              | Гост                                                  | Гол                                                   | Реф.                                                  |                                                       |
| ----------------------------------------------------- | ----------------------------------------------------- | ----------------------------------------------------- | ----------------------------------------------------- | ----------------------------------------------------- | ----------------------------------------------------- | ----------------------------------------------------- | ----------------------------------------------------- | ----------------------------------------------------- | ----------------------------------------------------- |
| 1.                                                    | 2. јун 2016.                                          | Међународни турнир у Хрватској                        | Стадион НК Шпанско, Загреб                            | Хрватска                                              | 0 : 1                                                 | Србија                                                |                                                       | [ 8 ]                                                 |                                                       |
| 2.                                                    | 5. јун 2016.                                          | Међународни турнир у Хрватској                        | Стадион НК Шпанско, Загреб                            | САД                                                   | 0 : 2                                                 | Србија                                                |                                                       | [ 9 ]                                                 |                                                       |
| 2                                                     | Укупан број утакмица и постигнутих погодака           | Укупан број утакмица и постигнутих погодака           | Укупан број утакмица и постигнутих погодака           | Укупан број утакмица и постигнутих погодака           | Укупан број утакмица и постигнутих погодака           | Укупан број утакмица и постигнутих погодака           | 0                                                     | [ 10 ]                                                |                                                       |

| Репрезентација Србије у узрасту до 19 година старости | Репрезентација Србије у узрасту до 19 година старости | Репрезентација Србије у узрасту до 19 година старости | Репрезентација Србије у узрасту до 19 година старости | Репрезентација Србије у узрасту до 19 година старости | Репрезентација Србије у узрасту до 19 година старости | Репрезентација Србије у узрасту до 19 година старости | Репрезентација Србије у узрасту до 19 година старости | Репрезентација Србије у узрасту до 19 година старости | Репрезентација Србије у узрасту до 19 година старости |
| #                                                     | Датум                                                 | Такмичење                                             | Локација                                              | Домаћин                                               | Резултат                                              | Гост                                                  | Гол                                                   | Реф.                                                  |                                                       |
| ----------------------------------------------------- | ----------------------------------------------------- | ----------------------------------------------------- | ----------------------------------------------------- | ----------------------------------------------------- | ----------------------------------------------------- | ----------------------------------------------------- | ----------------------------------------------------- | ----------------------------------------------------- | ----------------------------------------------------- |
| 1                                                     | 23. фебруар 2021.                                     | Пријатељска утакмица                                  | Кућа фудбала, Стара Пазова                            | Србија                                                | 1 : 0                                                 | Босна и Херцеговина                                   |                                                       | [ 11 ]                                                |                                                       |
| 1                                                     | Укупан број утакмица и постигнутих погодака           | Укупан број утакмица и постигнутих погодака           | Укупан број утакмица и постигнутих погодака           | Укупан број утакмица и постигнутих погодака           | Укупан број утакмица и постигнутих погодака           | Укупан број утакмица и постигнутих погодака           | 0                                                     |                                                       |                                                       |